# Mariza Gomes
Mariza Campos Gomes da Silva GCRB (Caratinga, 19 de março de 1935) é a viúva do 23.º vice-presidente do Brasil, José Alencar, e foi a segunda-dama do país no período de 1 de janeiro de 2003 a 1 de janeiro de 2011.

## Biografia
Nasceu no interior mineiro em 15 de março de 1935, filha de Luiz Campos de Carvalho. É bacharela em enfermagem, formada pela Escola de Enfermagem Ana Nery.

## Casamento e filhos

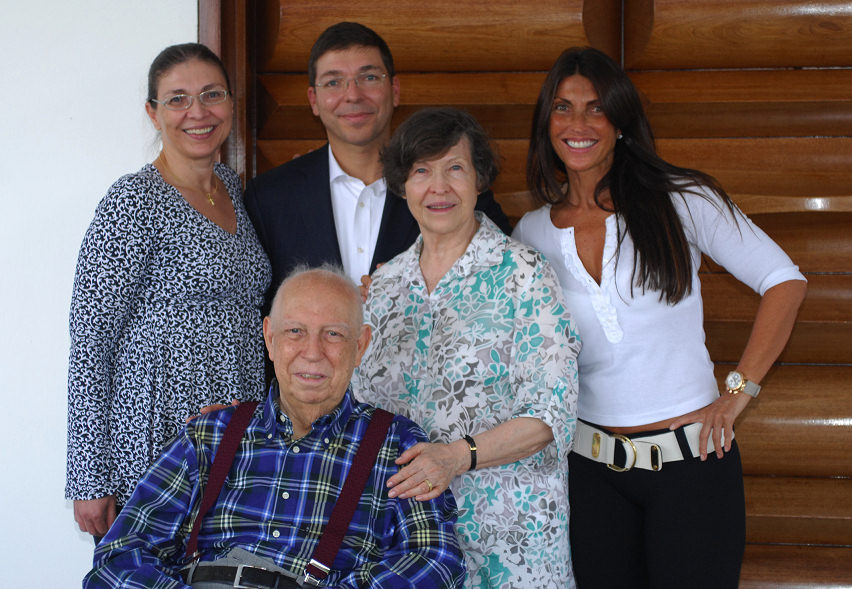
Mariza ao lado do marido e dos filhos, na comemoração de 79 anos de José Alencar

Mariza conheceu o jovem José Alencar na própria cidade mineira em que nasceram, vindo contrair matrimônio em 9 de novembro de 1957. Do casamento tiveram três filhos: Maria da Graça, nascida em 1959; Patrícia, nascida em 1960; e Josué, nascido em 1963. Patrícia e Josué nasceram no Rio de Janeiro, mas foram registrados em Ubá.

## Segunda-dama do Brasil

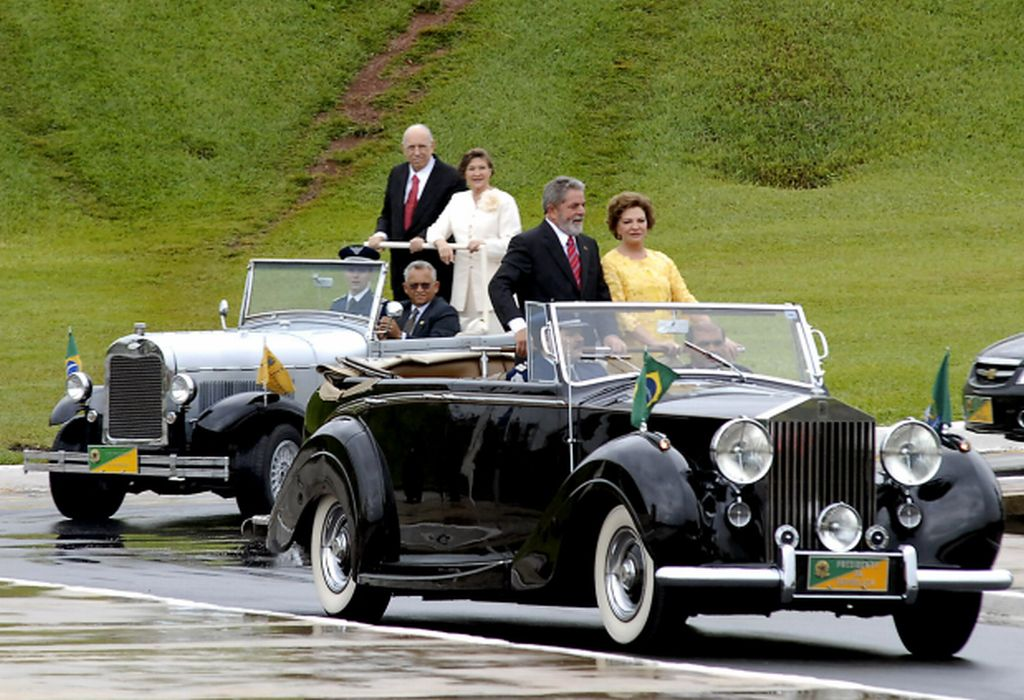
Desfile em carro aberto na segunda posse de Lula e Alencar

Tornou-se segunda-dama do país com a posse do marido como vice-presidente em 1º de janeiro de 2003. Manteve sua figura discreta e longe dos holofotes, aparecendo em solenidades oficiais do governo. Manteve-se na posição com a reeleição de Lula-Alencar em 2007.

### Honra
| Insígma | País   | Honra                                                                               | Data                 |
| ------- | ------ | ----------------------------------------------------------------------------------- | -------------------- |
|         | Brasil | Grã-Cruz da Ordem de Rio Branco concedido pelo presidente Luiz Inácio Lula da Silva | 20 de abril de 2010. |

## Pós-vice-presidência e viuvez
No final do mandato de Alencar como vice-presidente da República, em 2010, ele apresentava um complexo estado de saúde. Em 22 de dezembro de 2010 foi submetido a uma cirurgia para tentar conter uma hemorragia no abdômen, vindo a morrer no dia 29 devido a falência múltipla dos órgãos em decorrência do câncer na região abdominal. Mariza após deixar o Palácio do Jaburu e, consequente, após a morte do marido, tornou-se membro doadora de, pelo menos, 50 instituições de caridade.